# Lotta libera ai Giochi della VIII Olimpiade - Pesi medio-massimi
La competizione della categoria pesi medio-massimi (fino a 87 kg) di lotta libera dei Giochi della VIII Olimpiade si è svolta dall'11 al 14 luglio 1924 al Vélodrome d'hiver a Parigi.

## Classifica finale
| Pos.    | Atleta             | Nazione       |
| ------- | ------------------ | ------------- |
| Oro     | John Spellman      | Stati Uniti   |
| Argento | Rudolf Svensson    | Svezia        |
| Bronzo  | Charles Courant    | Svizzera      |
| 4       | Joseph Hutmacker   | Belgio        |
| 4       | Isak Mylläri       | Finlandia     |
| 6       | Walter Wilson      | Gran Bretagna |
| 6       | Carl Westergren    | Svezia        |
| 8       | George Rumpel      | Canada        |
| 9       | Fabio Del Genovese | Italia        |
| 9       | Poul Hansen        | Danimarca     |
| 11      | J. Baillot         | Francia       |
| 11      | Marcel Kappeler    | Francia       |
| 11      | Victor Lay         | Gran Bretagna |
| 11      | Fritz Roth         | Svizzera      |
| 11      | Charles Strack     | Stati Uniti   |

## Risultati
Torneo a eliminazione. I perdenti con il vincitore disputarono un torneo ad eliminazione per il 2º posto. I perdenti con il vincitore del 2º posto disputarono un torneo ad eliminazione per il 3º posto.

### Torneo principale
|  | Primo Turno 11 luglio | Primo Turno 11 luglio | Primo Turno 11 luglio |  |  | Quarti di Finale 12 luglio | Quarti di Finale 12 luglio | Quarti di Finale 12 luglio |  |                 | Semifinale 13 luglio | Semifinale 13 luglio | Semifinale 13 luglio |  |  | Finale 14 luglio | Finale 14 luglio | Finale 14 luglio |
|  |                       |                       |                       |  |  |                            |                            |                            |  |                 |                      |                      |                      |  |  |                  |                  |                  |
|  | John Spellman         | John Spellman         | S                     |  |  |                            |                            |                            |  |                 |                      |                      |                      |  |  |                  |                  |                  |
|  | Walter Wilson         | Walter Wilson         |                       |  |  | John Spellman              | John Spellman              | S                          |  |                 |                      |                      |                      |  |  |                  |                  |                  |
|  | George Rumpel         | George Rumpel         | D                     |  |  | George Rumpel              | George Rumpel              |                            |  |                 |                      |                      |                      |  |  |                  |                  |                  |
|  | J. Baillot            | J. Baillot            |                       |  |  |                            |                            |                            |  | John Spellman   | John Spellman        | D                    |                      |  |  |                  |                  |                  |
|  |                       |                       |                       |  |  |                            | Carl Westergren            |                            |  |                 |                      |                      |                      |  |  |                  |                  |                  |
|  |                       |                       |                       |  |  | Carl Westergren            | Carl Westergren            | S                          |  |                 |                      |                      |                      |  |  |                  |                  |                  |
|  | Fabio Del Genovese    | Fabio Del Genovese    | D                     |  |  | Fabio Del Genovese         | Fabio Del Genovese         |                            |  |                 |                      |                      |                      |  |  |                  |                  |                  |
|  | Marcel Kappeler       | Marcel Kappeler       |                       |  |  |                            |                            |                            |  |                 | John Spellman        | John Spellman        | D                    |  |  |                  |                  |                  |
|  | Rudolf Svensson       | Rudolf Svensson       | S                     |  |  |                            | Rudolf Svensson            | Rudolf Svensson            |  |                 |                      |                      |                      |  |  |                  |                  |                  |
|  | Joseph Hutmacker      | Joseph Hutmacker      |                       |  |  | Rudolf Svensson            | Rudolf Svensson            | D                          |  |                 |                      |                      |                      |  |  |                  |                  |                  |
|  | Isak Mylläri          | Isak Mylläri          | D                     |  |  | Isak Mylläri               | Isak Mylläri               |                            |  |                 |                      |                      |                      |  |  |                  |                  |                  |
|  | Victor Lay            | Victor Lay            |                       |  |  |                            |                            |                            |  | Rudolf Svensson | Rudolf Svensson      | D                    |                      |  |  |                  |                  |                  |
|  | Charles Courant       | Charles Courant       | D                     |  |  |                            | Charles Courant            | Charles Courant            |  |                 |                      |                      |                      |  |  |                  |                  |                  |
|  | Charles Strack        | Charles Strack        |                       |  |  | Charles Courant            | Charles Courant            | D                          |  |                 |                      |                      |                      |  |  |                  |                  |                  |
|  | Poul Hansen           | Poul Hansen           | D                     |  |  | Poul Hansen                | Poul Hansen                |                            |  |                 |                      |                      |                      |  |  |                  |                  |                  |
|  | Fritz Roth            |                       |                       |  |  |                            |                            |                            |  |                 |                      |                      |                      |  |  |                  |                  |                  |

### Torneo per il secondo posto
|  | Semifinali      | Semifinali      | Semifinali      |   |  | Finale | Finale | Finale |  |
|  |                 |                 |                 |   |  |        |        |        |  |
|  | Rudolf Svensson | Rudolf Svensson | D               |   |  |        |        |        |  |
|  | Rudolf Svensson | Rudolf Svensson | D               |   |  |        |        |        |  |
|  | Carl Westergren |                 |                 |   |  |        |        |        |  |
|  |                 | Rudolf Svensson | Rudolf Svensson | D |  |        |        |        |  |
|  |                 |                 |                 | D |  |        |        |        |  |
|  |                 |                 | Walter Wilson   |   |  |        |        |        |  |
|  | Walter Wilson   | Walter Wilson   | D               |   |  |        |        |        |  |
|  | Walter Wilson   | Walter Wilson   | D               |   |  |        |        |        |  |
|  | George Rumpel   |                 |                 |   |  |        |        |        |  |

### Torneo per il terzo posto
Il terzo posto fu assegnato allo svizzero Charles Courant per forfait dei seguenti atleti, Joseph Hutmacker, Isak Mylläri, Walter Wilson e Carl Westergren